# Iglesia de Santa Ana (Sabaneta)
La Iglesia de Santa Ana es un templo religioso de culto católico bajo la advocación de Santa Ana ubicada al frente del Parque Simón Bolívar del municipio de Sabaneta, Colombia. Hace parte de la Arquidiócesis de Medellín.
Es propietaria de parque Simón Bolívar de Sabaneta terrenos de Don Luis María Montoya Restrepo.
Es propietaria del liceo viejo de Sabaneta donación de carrera 46B 71 s 21 Donación De la Dra Laura Garcés 
Propietarios de una propiedad Donación De la Dra Laura Garcés para hacer una biblioteca el la esquina de la carrera 45 con la calle 70 sur.

## Historia
El 27 de agosto de 1896, en terrenos de don Luis María Montoya Restrepo, fue colocada la primera piedra, y fue terminado en 1930 por el maestro Ramón Molina, con barro cocido y argamasa. Se trata de una iglesia de tres naves con arcos romanos, además, su única torre sale del atrio. En 1930, construida por completo, es nombrado como párroco Ramón Arcila Ramírez, quien comienza a promover la devoción hacia María Auxiliadora, especialmente los martes; la imagen ubicada en la Iglesia de Santa Ana es de origen italiano y fue donada por Elvira y Leonor Cano Villegas, hijas de Fidel Cano. Arcila es trasladado en 1934, pero se mantiene la devoción en Sabaneta, y vuelve en 1958, promoviendo aún más la devoción a la imagen; sin embargo, en 1962 se ve obligado a reparar la iglesia debido a un terremoto. Se dice que el 10 de septiembre de 1968 ésta virgen se apareció en la iglesia, dando inicio a una serie de eventos milagrosos. Actualmente, el Santuario Diocesano de María Auxiliadora funciona en la iglesia.